# Gümülcineli Damat Nasuh Paixà
Gümülcineli Damat Nasuh Paşa fou un gran visir otomà (1612-1614) nascut a Gümülcine (avui Komotini) o a Drama o a Knolles, fill d'un sacerdot grec si bé també algunes fonts el fan d'origen albanès.
Va anar jove a Istanbul i va obtenir càrrecs menors al serrall. Mercès al suport del seu amic Mehmed Agha va ascendir ràpidament i en poc temps era nomenat voivoda de Zile (Anatòlia) i després governador de Fülek a Hongria. Es va casar amb la filla del príncep kurd Mir Sheref i així va esdevenir ric i poderós, el que el va fer orgullós i cruel.
El 1602 fou nomenat governador de Sivas, el 1603 d'Alep i el 1606 de Diyarbekir. El 1606 fou nomenat tercer visir i serasker de l'expedició a Pèrsia, però abans de sortir fou enviat a reprimir la revolta d'Anatòlia; per una traïció dels kurds va perdre una batalla i fins al 1608 bo es va poder reunir amb l'exèrcit del gran visir Kuyucu Murad Pasha que el va acollir fredament.
El 1610 va demanar al sultà Ahmet I el nomenament com a gran visir a canvi de 40.000 ducats i les despeses de l'exèrcit però el sultà ho va comunicar al gran visir que li va exigir aquestes quantitats com a multa. Però el gran visir va morir poc després (5 d'agost de 1611) amb 90 anys i Nasuh fou nomenat pel càrrec. Es va casar llavors amb la filla d'Ahmet I, Aixa (1612). Va suprimir sense pietat als seus adversaris reals o imaginaris. Era valent, eloqüent i dinàmic però al mateix temps irritable, violent i incapaç de parlar amb suavitat, sempre buscant la humiliació dels altres. Va acumular enormes riquesses i es considerava escollit per governar. El sultà va decidir eliminar-lo i el va cridar per acompanyar-lo a la pregària, però es va excusar dient que estava malalt; no li va servir de res, doncs el sultà va enviar un oficial que el va fer estrangular pels guàrdies del jardí (17 d'octubre de 1614). Els seus béns foren confiscats.